# نبویشا گروییچ
نبویشا گروییچ (سیریلیک صربی: Небојша Грујић؛ زادهٔ ۲۱ مارس ۱۹۹۱) قایقران کانو اهل صربستان است.
وی در مسابقات کشوری و بین‌المللی در مجموع برندهٔ ۴ مدال طلا، ۶ مدال نقره، ۲ مدال برنز شده‌است.